# Cuolmen d'Fenga
niem. Fimberpass, rom. Cuolmen d'Fenga - przełęcz w Alpach Retyckich oddzielająca Silvrettę od Samnaungruppe. Leży w Szwajcarii, w kantonie Gryzonia na wysokości 2608 m n.p.m.
Przez przełęcz Cuolmen d'Fenga jest stosunkowo łatwo dostępna.  Prowadzi przez nią znakowana ścieżka z górnej części doliny Val Fenga do doliny Val Chöglia.  Czas podejścia na przełęcz ze schroniska Heidelberger Hütte (2264 m) w górnej części doliny Val Fenga wynosi 1 godzinę.  Czas podejścia na przełęcz z Pra San Peder w dolinie Val Chöglia to 3 - 3 1/2 godziny.